# Université publique d'Aomori
L'université publique d'Aomori (青森公立大学, Aomori koritsu daigaku) est une université publique du Japon située dans la ville d'Aomori.